# Parque Eduardo VII

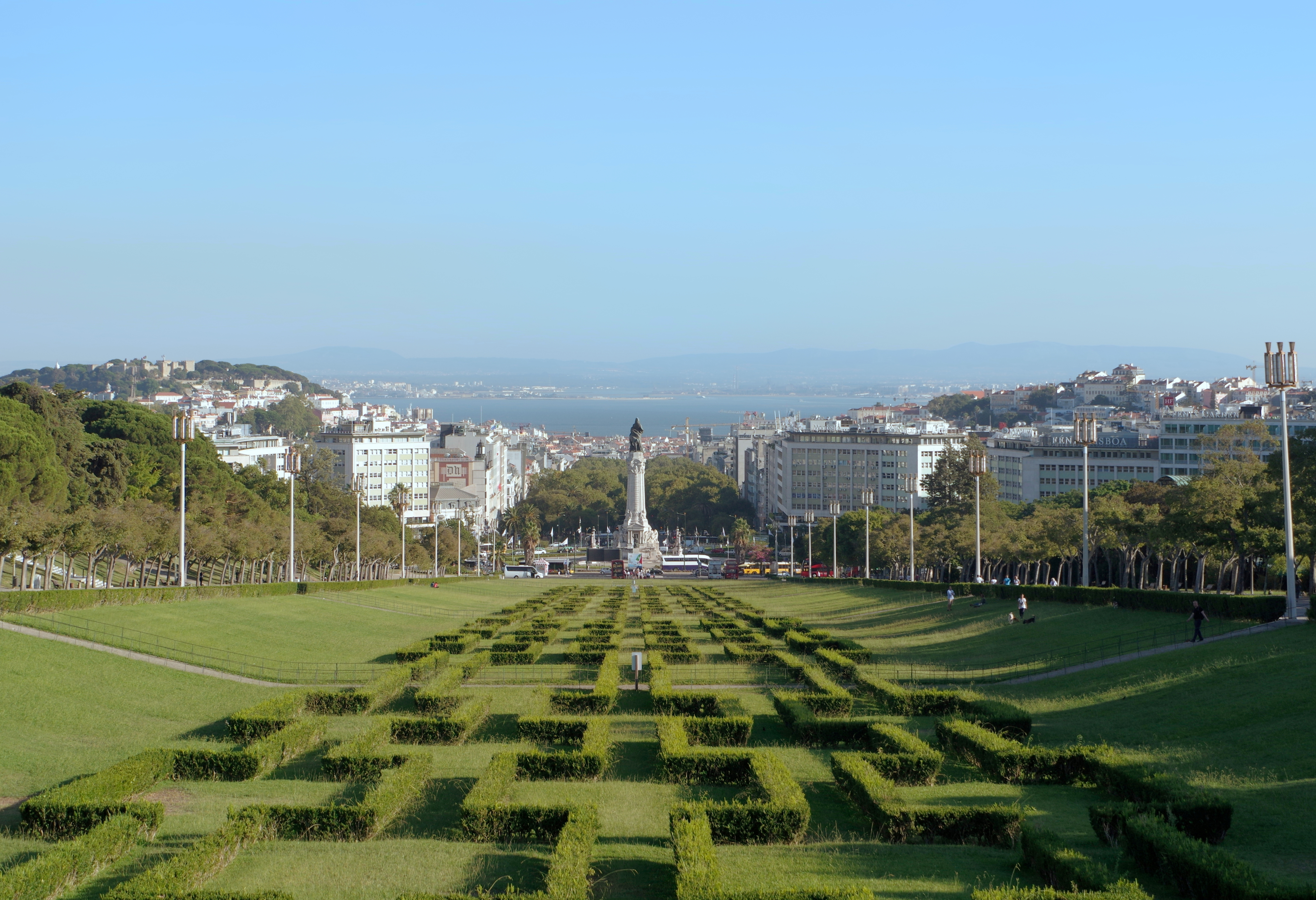
Blick vom Nordende des Parks in Richtung Praça Marquês de Pombal in Richtung Innenstadt

Der Parque Eduardo VII de Inglaterra trug ursprünglich den Namen Parque da Liberdade (Freiheitspark) und ist der größte innerstädtische Park der portugiesischen Hauptstadt Lissabon, er befindet sich in der Stadtgemeinde Avenidas Novas. Der spätere Namensgeber des Parks, der britische König Eduard VII., besuchte zwei Jahre nach seiner Krönung 1903 Portugal. Um den guten Beziehungen zwischen dem Vereinigten Königreich und Portugal ein Symbol zu geben, benannte die Stadtverwaltung den Park kurzerhand darauf, am 13. April 1903, nach dem königlichen Besucher.
Die große Grünfläche in rechteckiger Form zwischen den in 400 Metern Distanz parallel verlaufenen Straßen Alameda Edgar Cardoso und Av. Sidónio Pais besitzt eine Fläche von 25,8 Hektar. Die Parkanlage und wurde Anfang des 20. Jahrhunderts als „grüne Verlängerung“ der Avenida da Liberdade eröffnet. Der Architekt und Landschaftsgestalter Francisco Keil do Amaral entwarf den Park, der sich direkt an die Praça Marquês de Pombal anschließt, auch mit zahlreichen symmetrisch angeordneten Hecken.
Auf der nordwestlichen Seite des Parks befindet sich der 1933 eröffnete Garten der Estufa Fria (dt.: „kaltes Gewächshaus“), in dem zahlreiche exotische Pflanzen, für die das Lissabonner Klima verträglich ist, ihren Platz finden. Teil der Anlage ist auch das verglaste Estufa Quente („heißes Gewächshaus“), in dem tropische Pflanzen zu sehen sind, die wärmere Klimabedingungen brauchen.
Ebenfalls auf der nordwestlichen Seite des Parks befinden sich ein Karpfenteich sowie ein Spielplatz. Auf der westlichen Seite des Parks finden im 1932 eröffneten Pavilhão dos Desportos verschiedene Sportveranstaltungen statt; erst später wurde der Sportpavillon umbenannt in Pavilhão Carlos Lopes als Ehrung für den erfolgreichen portugiesischen Langstreckenläufer.
Am nördlichen Ende des Parks befindet sich das Denkmal Monumento de evocacao ao 25 de abril, entworfen von dem portugiesischen Bildhauer João Pires Cutileiro. Das Denkmal ist der Erinnerung an den annähernd unblutigen Militärputsch gegen die autoritäre Diktatur im Jahre 1974 gewidmet. Dominiert wird die Parkanlage jedoch von den vier monumentalen Säulen, bezeichnet als imponentes colunas imperiais, die nach Entwürfen des Architekten Francisco Keil do Amaral in 1950 errichtet wurden.

Über das ganze Jahr hinweg finden zahlreiche Veranstaltungen im Park statt, unter anderem die Feira do Livro, eine regionale Buchmesse.

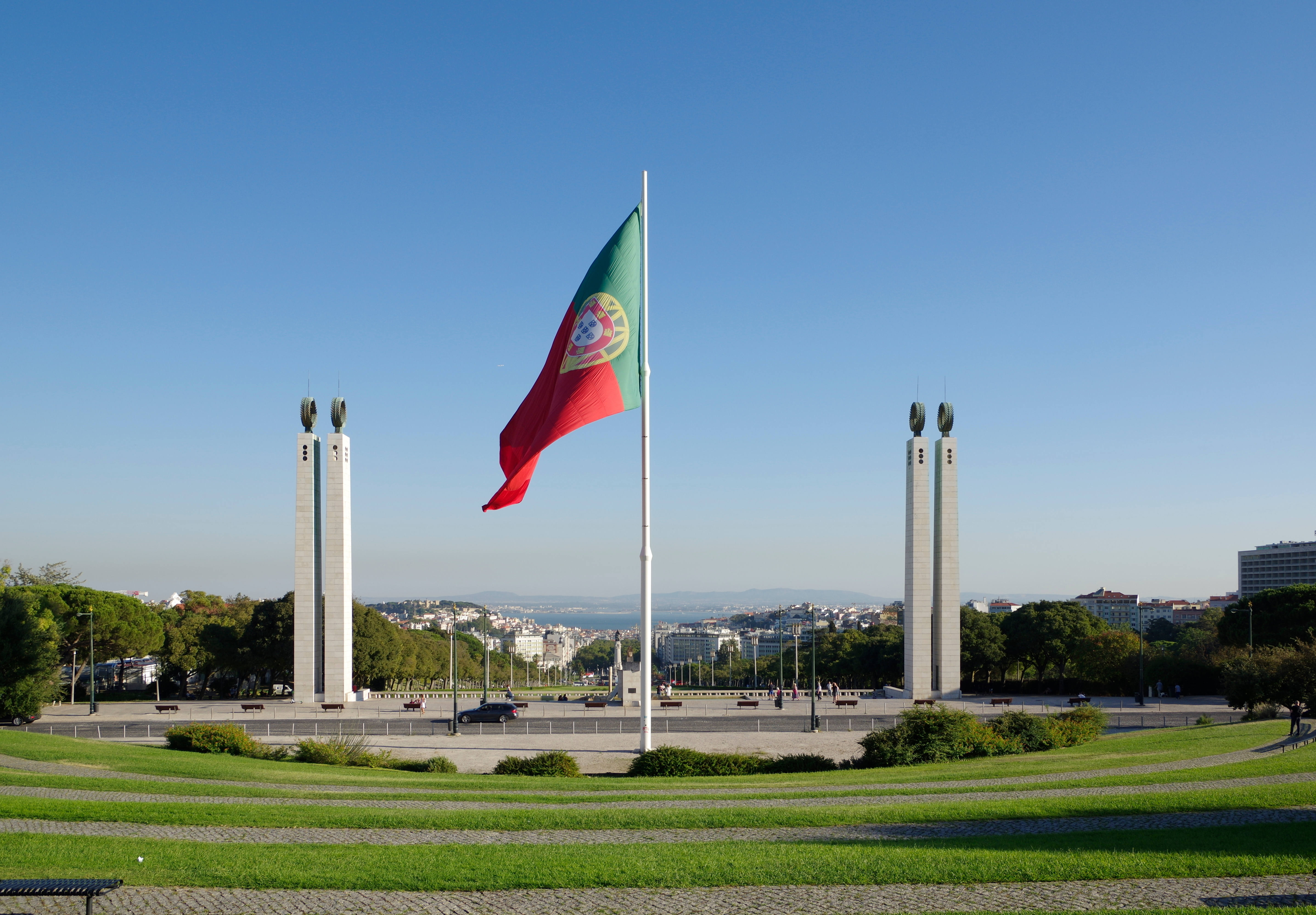
Denkmal der Nelkenrevolution „Monumento ao 25 Abril“
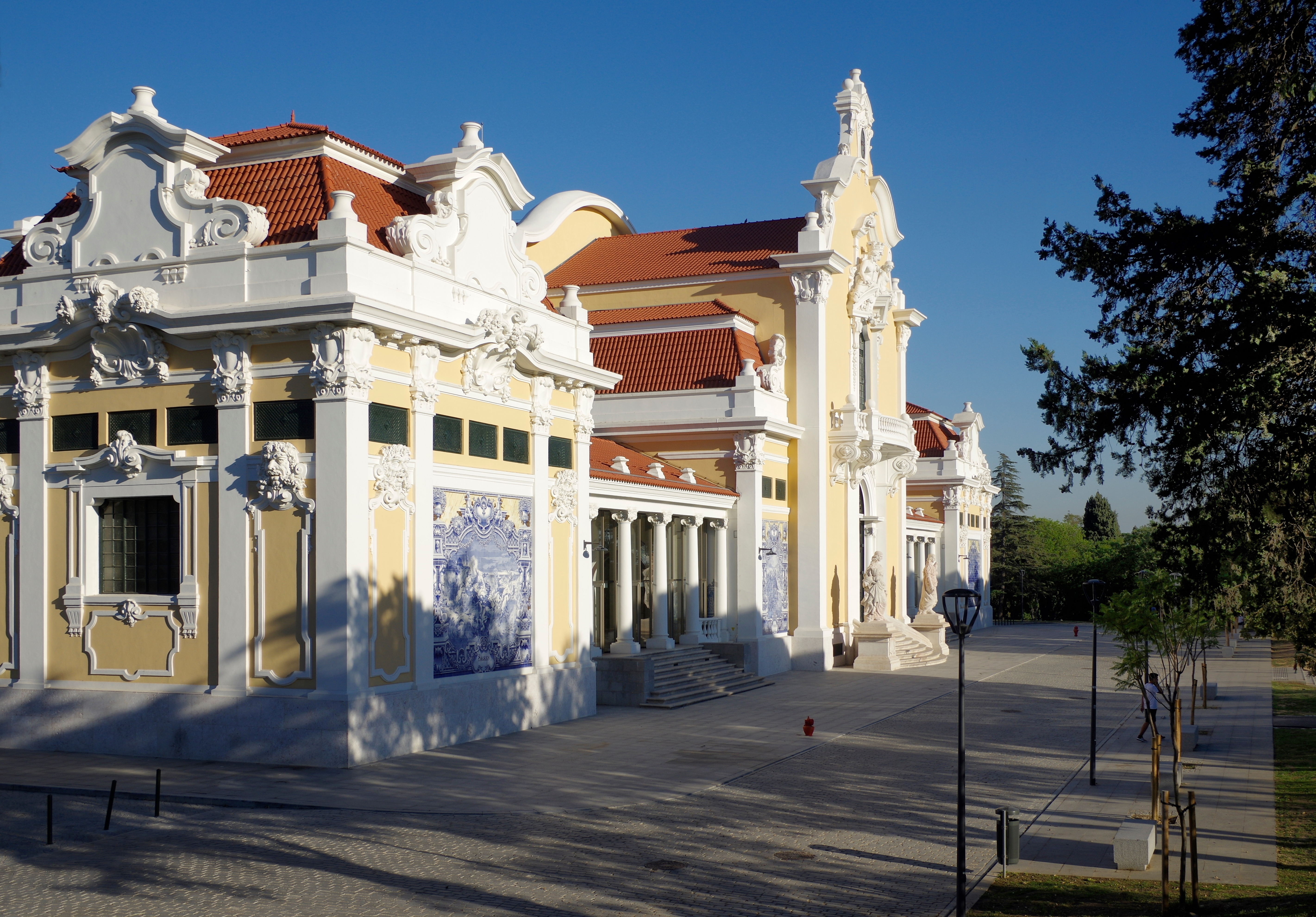
Pavilhão Carlos Lopes